# Phormosoma
Phormosoma is een geslacht van zee-egels, en het typegeslacht van de familie Phormosomatidae.

## Soorten
- Phormosoma bursarium A. Agassiz, 1881
- Phormosoma placenta Thomson, 1872
- Phormosoma rigidum A. Agassiz, 1881
- Phormosoma verticillatum Mortensen, 1904